# Aria (tripleS)
Aria(아리아)는 2023년 모드하우스에 의해 결성된 대한민국의 걸 그룹 트리플에스의 다섯 번째 서브 유닛이다. 구성원은 서다현, 니엔, 김채연, 이지우, 카에데으로 이루어져 있다. 이 5인조는 2024년 1월 15일 싱글 음반 Structure of Sadness와 함께 데뷔했다.

## 구성원
| 이름   | 소개 |
| ------ | --- |
| 서다현 | - 출생일: 2003년 1월 8일(22세) - 출생지: 대한민국 부산광역시 수영구 - 포지션: 리더, 메인보컬                     |
| 니엔   | - 본명: 쉬니엔츠(許念慈) - 출생일: 2003년 6월 2일(21세) - 출생지: 중화민국 타이베이시                            |
| 김채연 | - 출생일: 2004년 12월 4일(20세) - 출생지: 대한민국 서울특별시 강북구                                             |
| 이지우 | - 출생일: 2005년 10월 24일(19세) - 출생지: 대한민국 서울특별시 서초구 잠원동                                     |
| 카에데 | - 본명: 야마다 카에데 - 출생일: 2005년 12월 20일(19세) - 출생지: 일본 도야마현 도야마시 - 포지션: 센터, 메인댄서 |

## 디스코그래피

### 싱글
- Structure of Sadness - 2024년 1월 15일 발매

### 디지털 싱글
- Door (Aria의 노래) - 2024년 (음반: Structure of Sadness)